# Габріель да Роса Назаріо
Габріель да Роса Назаріо (нар. 6 квітня 2002 року) - бразильский професійний футболіст «Караваджо», що грає на позиції захисника.

## Кар'єра
У дорослому футболі дебютував за команду «Фігейренсе» у Лізі Катаріненсе, вийшовши на заміну у матчі проти «Еспорте Клуб Проспера». У тому матчі його команда програла 1:2, а Габріель відіграв 11 хвилин. 6 серпня 2022 року перейшов до полтавської «Ворскли».